# Adolf Medefind
Adolf Medefind (ur. 27 stycznia 1908, zm. 9 sierpnia 1948) – zbrodniarz hitlerowski, członek załogi obozu koncentracyjnego Auschwitz-Birkenau i SS-Unterscharführer.
Urodził się w Königslutter w Brunszwiku. Ukończył szkołę powszechną i szkołę kupiecko-handlową, a następnie pracował jako kupiec. Członek SS od 1934, a NSDAP od 1937. W listopadzie 1939 Medefind został powołany do Waffen-SS i skierowany do służby w obozie oświęcimskim, w którym pozostał do stycznia 1945. W obozie pełnił kolejno funkcje: strażnika, konwojenta drużyn roboczych, a od maja 1942 otrzymał przydział do magazynu żywności. Jako zastępca kierownika tego magazynu nieustannie maltretował więźniów i jeńców radzieckich. Dodatkowo był współodpowiedzialny za przekazywanie artykułów żywnościowych lepszej jakości do kuchni przygotowującej posiłki dla esesmanów, mimo że były one przeznaczone dla więźniów. Dla tych ostatnich w związku z tym pozostawał pokarm najgorszego gatunku, co dodatkowo wyniszczało ich organizmy. Jako konwojent natomiast Medefind znęcał się nad podległymi więźniami, trzymając ich godzinami na deszczu czy nakazując przeprowadzać karne ćwiczenia.
Za swoje zbrodnie w Auschwitz Adolf Medefind został osądzony w pierwszym procesie oświęcimskim przez Najwyższy Trybunał Narodowy w Krakowie. Skazano go na dożywocie, zmarł 9 sierpnia 1948.